# ブレイク・オチョア
ブレイク・スティーブンズ・オチョア（Blake Stevens Ochoa、1985年9月5日 - ）は、ベネズエラのアラグア州マラカイ出身のプロ野球選手(捕手)。現在は、ディビシオン・デ・オナーのバレンシア・アストロズに所属している。

## 経歴

### プロ入りとマーリンズ傘下時代
2005年に、フロリダ・マーリンズ(現：マイアミ・マーリンズ)と契約を結んだ。
この年は、まず傘下ルーキーリーグのガルフコーストリーグ・マーリンズでプレーした。ここでは、37試合に出場し、打率278、2本塁打、17打点、32安打を記録した。その後、傘下アドバンスAのジュピター・ハンマーヘッズでプレーした。ここでは、1試合に出場した。
2006年は、傘下ショートシーズンAのジェームズタウン・ジャマーズでプレーした。この年は、41試合に出場し、打率211、1本塁打、13打点、28安打を記録した。
2007年は、まず傘下Aのグリーンズボロ・グラスホッパーズでプレーした。ここでは、33試合に出場し、打率191、2本塁打、6打点、17安打を記録した。その後、傘下AAのカロライナ・マドキャッツでプレーした。ここでは、3試合に出場した。

### マーリンズ傘下時代
2007年シーズン途中に、シアトル・マリナーズへトレードされた。移籍後は、まず傘下ショートシーズンAのエバレット・アクアソックスへ異動した。ここでは、17試合に出場し、打率250、2本塁打、8打点、11安打を記録した。その後、傘下Aのウィスコンシン・ティンバー・ラトラーズでプレーした。ここでは、7試合に出場した。
2008年は、傘下Aのウィスコンシンでプレーした。この年は、63試合に出場し、打率251、3本塁打、23打点、48安打を記録した。
オフには、母国ベネズエラのウィンターリーグであるリーガ・ベネソラーナ・デ・ベイスボル・プロフェシオナルのブラボス・デ・マルガリータでプレーした。ここでは、16試合に出場し、打率256、2本塁打、6打点、10安打を記録した。
2009年は、傘下Aのクリントン・ランバーキングスでプレーした。この年は、54試合に出場し、打率318、5本塁打、31打点、55安打を記録した。
オフには、前年同様にマルガリータでプレーした。ここでは、5試合に出場した。
2010年は、まず傘下AAAのタコマ・レイニアーズでプレーした。ここでは、3試合に出場した。その後、傘下アドマンスAのハイデザート・マーベリックスでプレーした。ここでは、7試合に出場した。その後、傘下Aのクリントンでプレーした。ここでは、33試合に出場し、打率279、8本塁打、25打点、29安打を記録した。同年限りでマリナーズを退団している。
オフには、3年連続でマルガリータでプレーした。ここでは、3試合に出場した。

### 独立リーグ時代
2011年は、独立リーグであるフロンティア・リーグのワシントン・ワイルドシングスと契約を結んだ。
この年は、79試合に出場し、打率190、6本塁打、27打点、47安打を記録した。同年限りで、退団している。

### スペイン球界時代
2012年からは、スペインの国内リーグであるディビシオン・デ・オナーのバレンシア・アストロズでプレーしている。
9月に、第3回WBC予選のスペイン代表に選出された。
2013年3月には、第3回WBC本戦のスペイン代表にも選出された。
2014年は、32試合に出場し、打率278、7本塁打、33打点を記録した。
また、8月30日に、第6回イタリアンベースボールウィークと第33回ヨーロッパ野球選手権大会のスペイン代表が発表され、代表入りした。
2015年2月17日に、「GLOBAL BASEBALL MATCH 2015 侍ジャパン 対 欧州代表」の欧州代表にフェルナンド・マルティネス、レスリー・ナカル、オスカー・アングロと共にスペイン人として選出された事が発表された。3月11日の第2戦に「8番 捕手」で先発出場し、2安打を記録している。

## 詳細情報

### 代表歴
- 2013 ワールド・ベースボール・クラシック・スペイン代表
- 2014 イタリアンベースボールウィーク スペイン代表
- 2014年ヨーロッパ野球選手権大会スペイン代表